# Tom & Jerry Tales
Tom & Jerry Tales (Tom and Jerry Tales) è una serie televisiva a cartoni animati statunitense prodotta dalla Warner Bros. Animation, basata sui personaggi di Tom & Jerry. In questa serie il rapporto tra i due cambia in ogni episodio, in qualcuno sono nemici, in altri conoscenti e in un episodio addirittura vivono insieme. La serie è composta da 26 episodi, ognuno diviso in tre segmenti di 7 minuti ciascuno.
La serie è andata in onda ufficialmente dal 23 settembre 2006 fino al 22 marzo 2008 su Kids' WB (allora spostatosi sulla rete The CW), mentre in Italia è andata in onda dal 2 ottobre dello stesso anno fino al marzo/aprile 2008 su Boomerang e viene replicato in chiaro su Rai 2, Boing e Italia 1.

## Personaggi e doppiatori
Il doppiaggio italiano è stato eseguito presso lo Studio Emme, sotto la direzione di Lorenzo Ciccorelli e con i dialoghi di Nino Prester.
| Personaggio       | Doppiatore originale                         | Doppiatore italiano             |
| ----------------- | -------------------------------------------- | ------------------------------- |
| Tom               | Don Brown                                    | Massimo Milazzo                 |
| Jerry             | Samuel Vincent                               | (originale)                     |
| Spike             | Michael Donovan                              | Giorgio Locuratolo              |
| Butch             | Colin Murdock                                | Vladimiro Conti                 |
| Tuffy             | Reece Thompson (st. 1) Carole Strand (st. 2) | Daniele Raffaeli, Eleonora Reti |
| Droopy            | Don Brown (st. 1) Michael Donovan (st. 2)    | Massimo Milazzo                 |
| Sig.ra Due Scarpe | Nicole Oliver                                | Stefania Romagnoli              |
| Narratore         | Mark Oliver                                  | Mimmo Strati                    |

## Episodi

### Stagione 1
| n° | Titolo originale                 | Titolo italiano                            | Prima TV USA      |
| -- | -------------------------------- | ------------------------------------------ | ----------------- |
| 1  | Tiger Cat                        | Gatto tigre                                | 23 settembre 2006 |
| 1  | Feeding Time                     | A tavola                                   | 23 settembre 2006 |
| 1  | Polar Peril                      | Pericolo polare                            | 23 settembre 2006 |
| 2  | Joy Riding Jokers                | Gli allegri burloni                        | 30 settembre 2006 |
| 2  | Cat Got Your Luggage?            | Il gatto ha preso la tua valigia           | 30 settembre 2006 |
| 2  | City Dump Chumps                 | Gli zucconi della discarica                | 30 settembre 2006 |
| 3  | Way-Off Broadway                 | Molto off-Broadway                         | 7 ottobre 2006    |
| 3  | Egg Beats                        | Il ritmo delle uova                        | 7 ottobre 2006    |
| 3  | Cry Uncle                        | Lo zio triste                              | 7 ottobre 2006    |
| 4  | Bats What I like About the South | I pipistrelli del Sud                      | 28 ottobre 2006   |
| 4  | Fraidy Cat Scat                  | Due fantasmi per Tom                       | 28 ottobre 2006   |
| 4  | Tomb It May Concern              | I pericoli della piramide                  | 28 ottobre 2006   |
| 5  | Din-O-Sores                      | Dinosauri                                  | 4 novembre 2006   |
| 5  | Freaky Tiki                      | Tiki                                       | 4 novembre 2006   |
| 5  | Prehisterics                     | Preisterici                                | 4 novembre 2006   |
| 6  | Digital Dilemma                  | Dilemma digitale                           | 11 novembre 2006  |
| 6  | Hi, Robot                        | Salve, robot                               | 11 novembre 2006  |
| 6  | Tomcat Jetpack                   | La giacca spaziale                         | 11 novembre 2006  |
| 7  | Fire Breathing Tom Cat           | Tom sputafuoco                             | 3 febbraio 2007   |
| 7  | Medieval Menace                  | Minaccia medievale                         | 3 febbraio 2007   |
| 7  | The Itch                         | Il prurito                                 | 3 febbraio 2007   |
| 8  | Ho, Ho Horrors                   | Orrori natalizi                            | 10 febbraio 2007  |
| 8  | Doggone Hill Hog                 | Il terribile cane della collina            | 10 febbraio 2007  |
| 8  | Northern Light Fish Fight        | La battaglia del pesce della luce del nord | 10 febbraio 2007  |
| 9  | Cat Nebula                       | La nebulosa del gatto                      | 17 febbraio 2007  |
| 9  | Martian Mice                     | Topi spaziali                              | 17 febbraio 2007  |
| 9  | Spaced Out Cat                   | Il gatto dello spazio                      | 17 febbraio 2007  |
| 10 | Octo Suave                       | Il dolce polpo                             | 24 febbraio 2007  |
| 10 | Beach Bully Bingo                | Bulli da spiaggia                          | 24 febbraio 2007  |
| 10 | Treasure Map Scrap               | Un brandello di mappa del tesoro           | 24 febbraio 2007  |
| 11 | Destruction Junction             | L'incrocio della distruzione               | 3 marzo 2007      |
| 11 | Battle of the Power Tools        | La battaglia degli strumenti del potere    | 3 marzo 2007      |
| 11 | Jackhammered Cat                 | Il gatto martello pneumatico               | 3 marzo 2007      |
| 12 | Tin Cat of Tomorrow              | Il gatto di piombo di domani               | 28 aprile 2007    |
| 12 | Beefcake Tom                     | Tom Mister Muscolo                         | 28 aprile 2007    |
| 12 | Tomcat Superstar                 | Tom gatto superstar                        | 28 aprile 2007    |
| 13 | Piranha Be Loved by You          | Il piranha dell'amore                      | 5 maggio 2007     |
| 13 | Spook House Mouse                | Il topo della casa stregata                | 5 maggio 2007     |
| 13 | Abracadumb                       | Abracatonto                                | 5 maggio 2007     |

### Stagione 2
| n° | Titolo originale                       | Titolo italiano                      | Prima TV USA      |
| -- | -------------------------------------- | ------------------------------------ | ----------------- |
| 1  | More Powers to You                     | Più poteri a te                      | 22 settembre 2007 |
| 1  | Catch Me Though You Can't              | Prendimi anche se non puoi           | 22 settembre 2007 |
| 1  | Power Tom                              | Super Tom                            | 22 settembre 2007 |
| 2  | Zent Out of Shape                      | Fuori forma zen                      | 29 settembre 2007 |
| 2  | I Dream of Meanie                      | Sogno il cattivo                     | 29 settembre 2007 |
| 2  | Which Witch!                           | Quale strega                         | 29 settembre 2007 |
| 3  | Don't Bring Your Pet to School Day     | Non portare il tuo cucciolo a scuola | 6 ottobre 2007    |
| 3  | Cat Show Catastrophe                   | Mostra felina catastrofica           | 6 ottobre 2007    |
| 3  | The Cat Whisperer with Casper Lombardo | L'uomo che bisbigliava al gatto      | 6 ottobre 2007    |
| 4  | Adventures in Penguin Sitting          | Le avventure del pinguino            | 13 ottobre 2007   |
| 4  | Cat of Prey                            | Gatto predatore                      | 13 ottobre 2007   |
| 4  | Jungle Love                            | Amore nella giungla                  | 13 ottobre 2007   |
| 5  | Invasion of the Body Slammers          | Invasione degli sbatti corpi         | 27 ottobre 2007   |
| 5  | Monster Con                            | Convegno mostri                      | 27 ottobre 2007   |
| 5  | Over the River and Boo the Woods       | Oltre il fiume e bu nel bosco        | 27 ottobre 2007   |
| 6  | Xtreme Trouble                         | Guai estremi                         | 3 novembre 2007   |
| 6  | A Life Less Guarded                    | Un bagnino che fa poca guardia       | 3 novembre 2007   |
| 6  | Sasquashed                             | Lo yeti                              | 3 novembre 2007   |
| 7  | Summer Squashing                       | Coltivazioni estive                  | 10 novembre 2007  |
| 7  | League of Cats                         | La lega dei gatti                    | 10 novembre 2007  |
| 7  | Little Big Mouse                       | Piccolo grande topo                  | 10 novembre 2007  |
| 8  | Bend It like Thomas                    | Piegalo come Thomas                  | 1º dicembre 2007  |
| 8  | Endless Bummer                         | Scocciatura infinita                 | 1º dicembre 2007  |
| 8  | Game Set Match                         | Gioco partita incontro               | 1º dicembre 2007  |
| 9  | The Declaration of Independunce        | La dichiarazione di indipendenza     | 8 dicembre 2007   |
| 9  | Kitty Hawked                           | Il topo volante                      | 8 dicembre 2007   |
| 9  | 24 Karat Kat                           | Gatto a 24 carati                    | 8 dicembre 2007   |
| 10 | Hockey Schtick                         | Mazza da hockey                      | 2 febbraio 2008   |
| 10 | Snow Brawl                             | Rissa nella neve                     | 2 febbraio 2008   |
| 10 | Snow Mouse                             | L'abominevole topo delle nevi        | 2 febbraio 2008   |
| 11 | DJ Jerry                               | Jerry DJ                             | 9 febbraio 2008   |
| 11 | Kitty Cat Blues                        | Il blues del gattino                 | 9 febbraio 2008   |
| 11 | Flamenco Fiasco                        | Il flamenco fa fiasco                | 9 febbraio 2008   |
| 12 | You're Lion                            | Tu, leone                            | 8 marzo 2008      |
| 12 | Kangadoofus                            | Canguro tonto                        | 8 marzo 2008      |
| 12 | Monkey Chow                            | Pappa per scimmie                    | 8 marzo 2008      |
| 13 | Game of Mouse & Cat                    | Il gioco del gatto e del topo        | 22 marzo 2008     |
| 13 | Babysitting Blues                      | Il blues della babysitter            | 22 marzo 2008     |
| 13 | Catfish Follies                        | Follie del pesce gatto               | 22 marzo 2008     |

## Edizioni home video

### DVD
La serie è stata distribuita in 6 DVD:
- Volume 1: contiene gli episodi 6, 7, 10 e 13 della stagione 1
- Volume 2: contiene gli episodi 4, 5, 9, 11 e 12 della stagione 1
- Volume 3: contiene gli episodi 1-3 e 8 della stagione 1
- Volume 4: contiene gli episodi 1-4 della stagione 2
- Volume 5: contiene gli episodi 5-8 della stagione 2
- Volume 6: contiene gli episodi 9-13 della stagione 2

I volumi 1, 3 e 4 sono stati anche inclusi nei cofanetti della serie "Cartoon NO-STOP".